# آيت سيدي احسين (آيت سيدي أعمر أو حلي)
آيت سيدي احسين هو دُوَّار يقع بجماعة اغبالة، إقليم بني ملال، جهة بني ملال خنيفرة في المملكة المغربية. ينتمي الدوّار لمشيخة آيت سيدي أعمر أو حلي التي تضم 5 دواوير. يقدر عدد سكانه بـ 740 نسمة حسب الإحصاء الرسمي للسكان والسكنى لسنة 2004.

## وصلات خارجية
- البوابة الوطنية للجماعات الترابية
- المندوبية السامية للتخطيط